# سیارک ۴۱۹۴۳
سیارک ۴۱۹۴۳ (به انگلیسی: 41943 Fredrick، نامگذاری:2000XH2) چهل و یک هزار و نهصد و چهل و سومین سیارک کشف شده‌است که در ۳ دسامبر ۲۰۰۰ کشف شد.